# Donativum
Donativum (plural donativa) fue el nombre que hacía referencia a los regalos monetarios otorgados a los soldados de las legiones romanas o a la Guardia Pretoriana por los Emperadores Romanos. La traducción al español es donativo.

## Historia
El objetivo de los donativos era diverso: algunas veces, se pretendía expresar gratitud por los favores recibidos; y otras, sobornar para obtener favores a cambio. Los donativa eran normalmente otorgados al comienzo del reinado de un nuevo emperador. Durante el siglo II y III, esta forma de soborno se convirtió en un elemento clave para cualquier gobernante exitoso en Roma. Tal fue el caso de muchos emperadores-soldado en el período comprendido del 235 al 248.
La Guardia Pretoriana, que se suponía que debía proteger a la persona del emperador, era si cabe, una amenaza mayor a la seguridad personal. Las cohortes estacionadas en Roma eran difíciles de satisfacer y con frecuencia, se cometían asesinatos. Por lo tanto, el donativum suponía una manera significativa de comprar el apoyo y la lealtad de la Guardia.
El emperador Augusto dejó una cantidad sustancial a la Guardia Pretoriana en su testamento, pero no fue hasta el reinado de Tiberio que los regalos monetarios se hicieron obligatorios. La Guardia Pretoriana recibió tales regalos por hacer la vista gorda cuando Sejano, su prefecto cayó en desgracia. Cada pretoriano recibió 10 piezas de oro a cambio de abandonar a Sejano.
En el año 41, después del asesinato de Calígula, la guardia apoyó a Claudio, y después de un breve período de tiempo, el Senado se enteró de que la Guardia le había instalado en el trono. Claudio otorgó 150 piezas de oro a la Guardia para recompensar su lealtad. A dicha suma, los senadores añadieron anualmente 100 sestercios para conmemorar el ascenso de Claudio. El inevitable resultado fue que los pretorianos sacaran a subasta el Imperio y se lo acabara quedando Didio Juliano en el año 193.

## Donativo Imperial a la Guardia Pretoriana 14 - 193
| Donativo Imperial de la Guardia Pretoriana 14-193 | Donativo Imperial de la Guardia Pretoriana 14-193 | Donativo Imperial de la Guardia Pretoriana 14-193              | Donativo Imperial de la Guardia Pretoriana 14-193 |  |
| Año                                               | Emperador                                         | Causa                                                          | Denarios                                          |  |
| ------------------------------------------------- | ------------------------------------------------- | -------------------------------------------------------------- | ------------------------------------------------- |  |
| 14                                                | Augusto                                           | Último testamento                                              | 250                                               |  |
| 31                                                | Tiberio                                           | Lealtad de la crisis de Sejano                                 | 1000                                              |  |
| 37                                                | Caligula                                          | Después del ascenso                                            | 500                                               |  |
| 41                                                | Claudio                                           | Después del ascenso                                            | 3750                                              |  |
| Anualmente                                        | Claudio                                           | Aniversario del ascenso al trono                               | 25                                                |  |
| 54                                                | Nerón                                             | Ascenso al trono                                               | 3750                                              |  |
|                                                   |                                                   | Pago por los asesinatos                                        | 500 o menos                                       |  |
| 69                                                | Galba                                             | Prometido por Nymphidius Sabinus, pero no pagado               | 7500                                              |  |
| 69                                                | Otón                                              | Prometido                                                      | 1250                                              |  |
| 69                                                | Vitelio                                           | Prometido                                                      | 1250                                              |  |
| 69                                                | Vespasiano                                        | Donativo regular                                               | Desconocido                                       |  |
| 79                                                | Tito                                              | Donativo regular                                               | Desconocido                                       |  |
| 81                                                | Domiciano                                         | Consideró doblar el donativo pero optó por un donativo regular | Desconocido                                       |  |
| 96                                                | Nerva                                             | Donativo regular                                               | Desconocido                                       |  |
| 98                                                | Trajano                                           | Donativo regular                                               | Desconocido                                       |  |
| 117                                               | Adriano                                           | El doble de la suma normal                                     | Desconocido                                       |  |
| 136                                               | Adriano                                           | Donativo regular tras la adopción de Aelio                     | Desconocido                                       |  |
| 138                                               | Antonino Pio                                      | Donativo regular y tras la boda de la hija                     | Desconocido                                       |  |
| 161                                               | Marco Aurelio                                     | Governanza conjunta con Vero                                   | 5000                                              |  |
| 180                                               | Cómodo                                            | Donativo regular, segundo prometido pero no pagado             | Desconocido                                       |  |
| 193                                               | Pertinax                                          | Forzado a pagar el donativo de Cómodo                          | 3000                                              |  |
| 193                                               | Didio Juliano                                     | Compró el trono                                                | 7250                                              |  |
| 193                                               | Septimio Severo                                   | Prometió un donativo pero pagó menos                           | 250                                               |  |